# Erik Bølle
Erik Bølle, (o.1495-1562), Rigsråd, Søn af Mads Bølle, var i 1523 en af de adelsmænd, til hvem kong Christian 2. havde betroet Københavns forsvar, men efter byens overgivelse sluttede han sig til Kong Frederiks Parti, og året efter er han blandt de adelsmænd, som forpligte sig til at modarbejde lutheranismen. 
Omkring 1527-28 tilgiftede han sig med Hr. Tyge Brahes Enke, Sophie Jørgensdatter Rud, ikke blot Hovedgården Elved, men også Isholt Len i Halland, som hun havde i pant af Kronen. Året efter blev han, der her skjuler sig under navnet Erik Vaagen (Vove, Slægt våbenet var 4 Bølger), med mange flere tilsagt at følge Kongen udenrigs, men af den Kongerejse blev der intet. 
Derimod blev han under Grevens Fejde ligesom faderen ført i tysk fangenskab på grev Christoffers foranledning, og begge måtte de efter hjemkomsten udstede troskabsreverser til kong Christian 3. og forpligte sig til ikke at virke for Genindførelse af det i Mellemtiden afskaffede Bisperegimente. 
Efter Faderens død 1539 arvede Erik Bølle Tersløse og Orebygaard og fik også faderens Len Tureby, Spanager og Egby, påhvile han 1505 med sine forældre havde fået livsbrev af Roskilde Biskop, men som dog blev ham fratagne i 1556, samt Nagelsti Birk på Lolland, som han beholdt til sin død. 
I 1540 blev han derefter udnævnt til Rigsrådet, men spillede ikke mere nogen fremtrædende rolle, ja synes endog før sin død at have nedlagt sin værdighed som Rigsråd. Fru Sophie Rud døde 1. marts 1555, i hvilken anledning Peder Palladius dedicerede til ham sin oversættelse af Melanchtons Traktat om de dødes opstandelse; han måtte da forlade Elved, som tilfaldt hans stifbørn. 
31. august 1561 giftede han sig med Margrethe Axelsdatter Urup, der senere ægtede Jacob Sparre. Erik Bølle havde kun 2 døtre af sit første ægteskab og var sidste mand af sin slægt. 
Han døde 1562 på Tersløse, i hvis sognekirke han ligger begravet.